# Zum Frieden Gottes (Ellichleben)

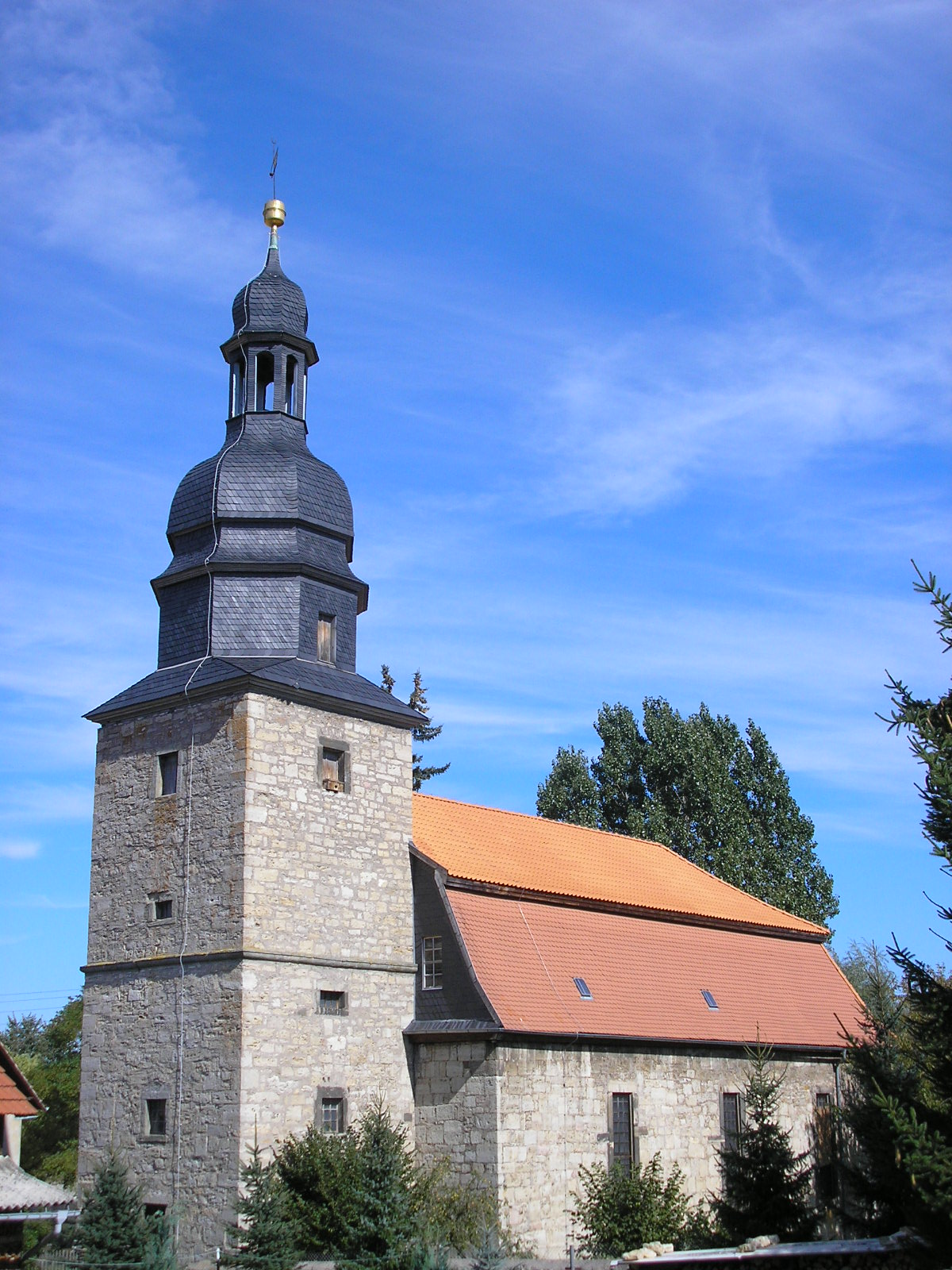
Ellichleben, Kirche Zum Frieden Gottes

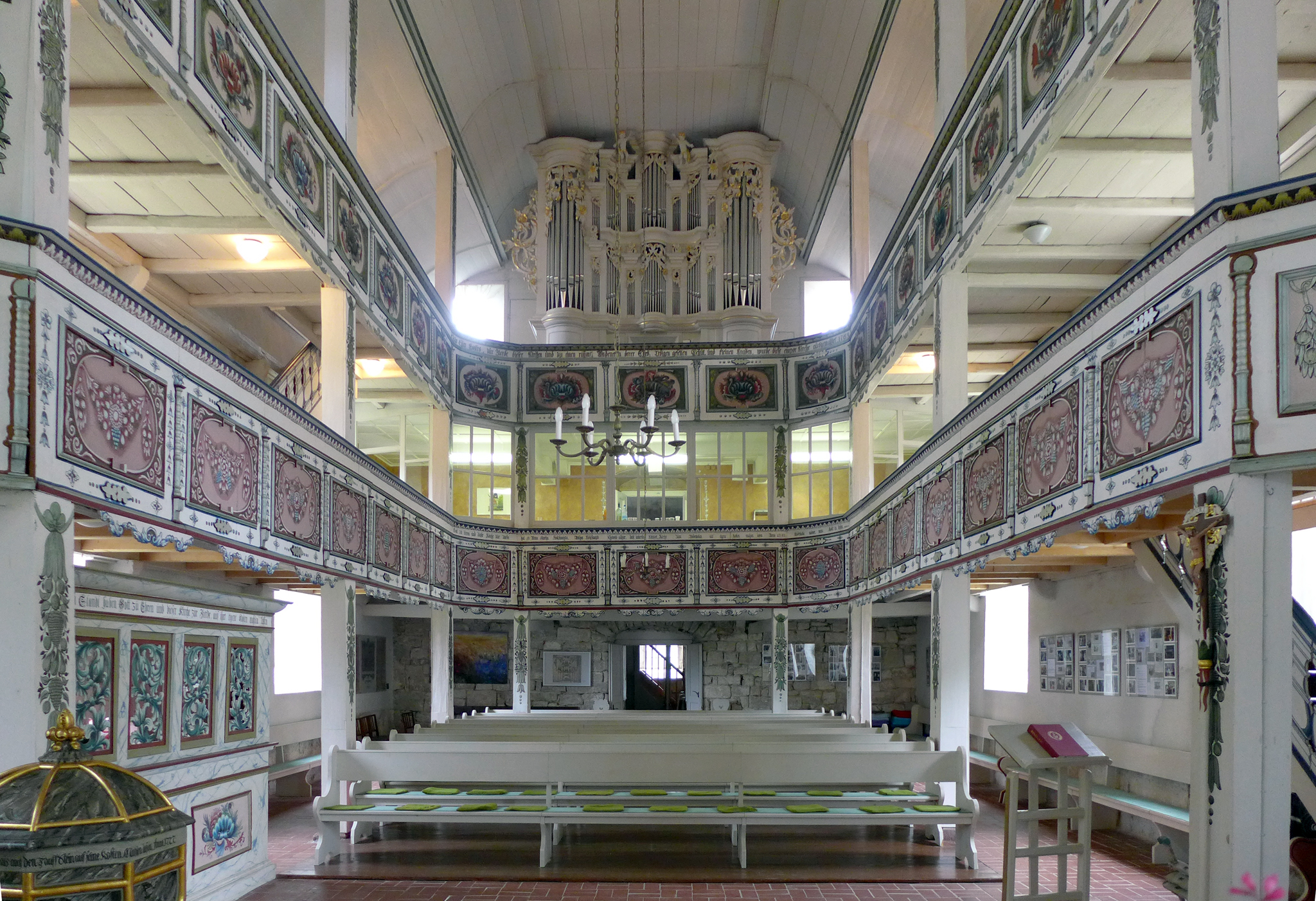
Innenraum

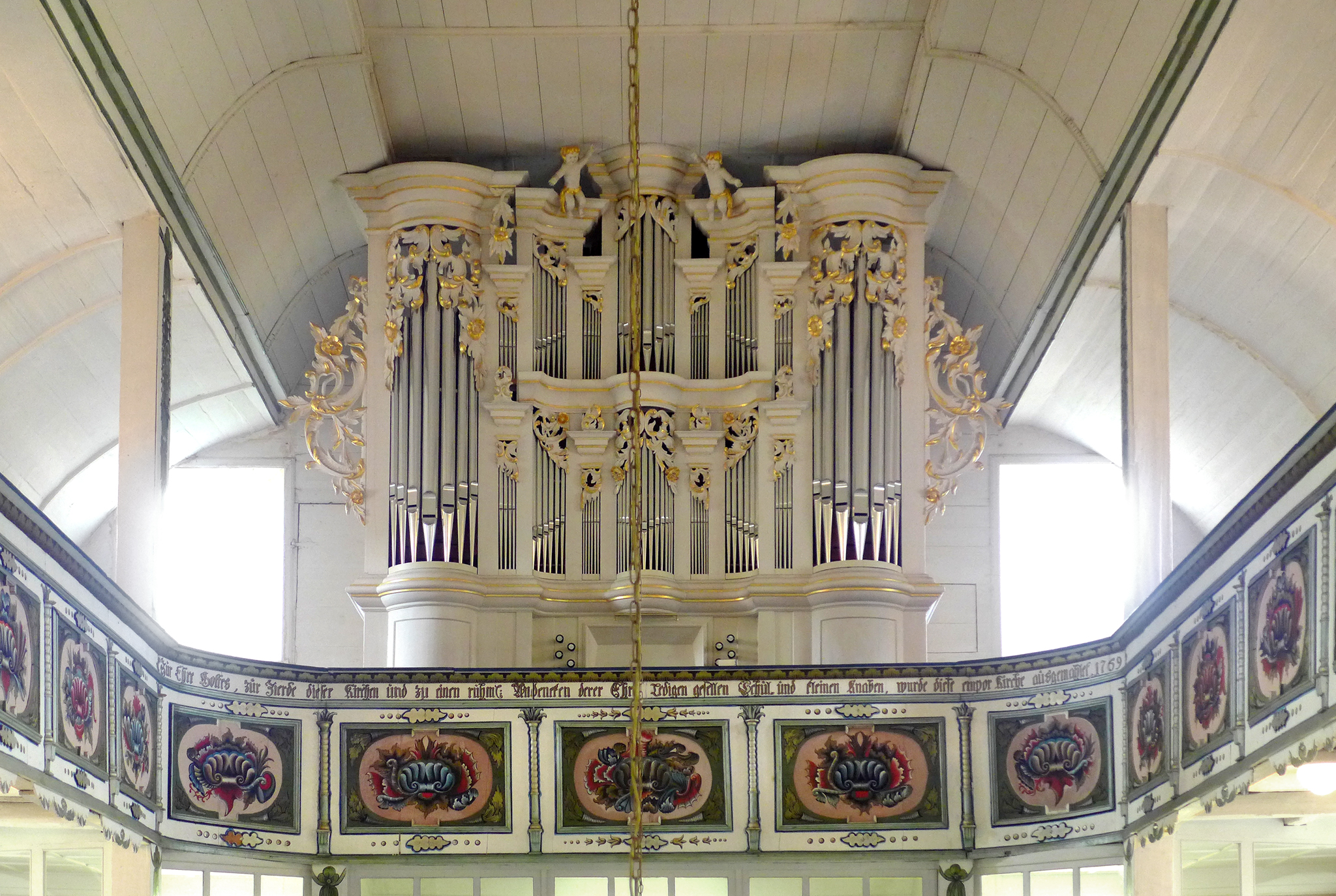
Die restaurierte Orgel

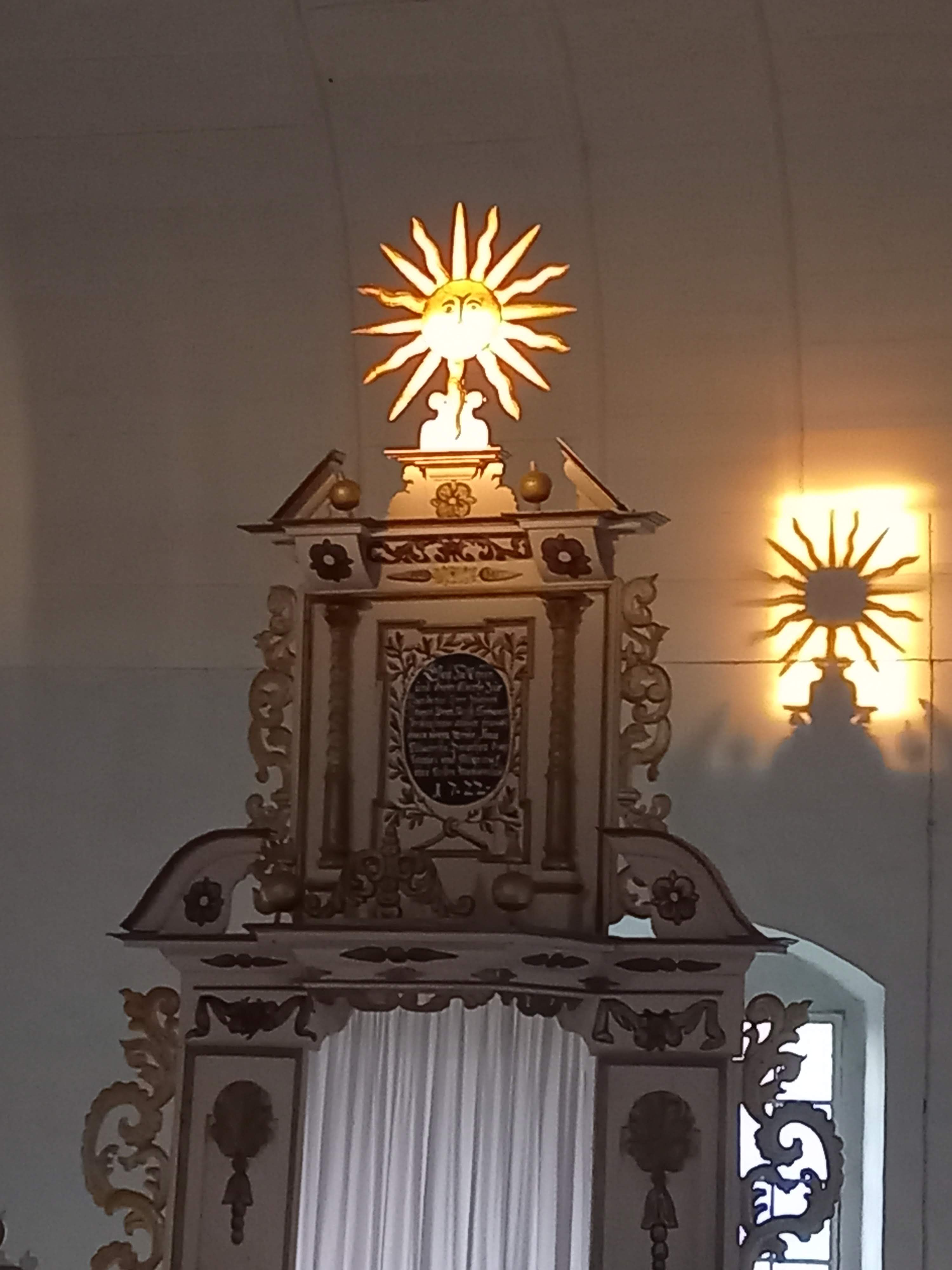

Die evangelische Dorfkirche Zum Frieden Gottes steht im Ortsteil Ellichleben der Gemeinde Witzleben im Ilm-Kreis in Thüringen. Sie gehört zum Evangelisch-Lutherischen Kirchengemeindeverband Elxleben-Witzleben im Kirchenkreis Arnstadt-Ilmenau der Evangelischen Kirche in Mitteldeutschland.

## Geschichte
1720 wurde die Dorfkirche auf den Grundmauern eines zerstörten Vorgängerkirchenbaus errichtet. Sie wirkt einfach und schlicht. Der Kirchturm und das Kirchenschiff haben unverputzte Quadersteine und Bruchsteine in ihren Mauern.
Innen enthüllt eine prunkvolle Ausstattung mit zweifach gebrochener Holztonne und zweigeschossiger Empore die geistliche Stimmung des Raumes.
1770 und 1777 überstand die Kirche ohne große Schäden zwei Brände.
Das Langhaus besitzt ein Mansarddach. Brüstungsfelder sind mit Rankenornamenten ausgemalt. Am Logeneingang unter der Südempore wird das Rankenmotiv in Form eines  Gitters dargestellt.

## Ausstattung

### Prinzipalien
Der Kanzelaltar im Osten des Schiffs ist architektonisch gut aufgebaut. Der Taufstein stammt aus der zweiten Hälfte des 15. Jahrhunderts.

### Orgel
Die Orgel wurde 1776 von Johann Daniel Schulze aus Milbitz errichtet. Ihre 20 Register sind verteilt auf Hauptwerk, Oberwerk und Pedal. Da das Instrument 1960 durch Vandalismus und eintretendes Regenwasser starken Schaden erlitt, wurde es bis 2010 mit Unterstützung des Fördervereins zu Erhaltung der Orgel von Orgelbau Schönefeld aus Stadtilm restauriert. Am 20. Juni 2010 wurde das Instrument neu eingeweiht.
Die Disposition lautet wie folgt:
| I Hauptwerk CD–d3 |     |
| Pordun            | 16′ |
| Principal         | 8′  |
| Viol d. Gambe     | 8′  |
| Gedackt           | 8′  |
| Octave            | 4′  |
| Octave            | 2′  |
| Sesquialter II    |     |
| Mixtur IV         |     |
| Cimpelh III       |     |

| II Oberwerk CD–d3 |    |
| Flautravers       | 8′ |
| Lieblich Gedackt  | 8′ |
| Principal         | 4′ |
| Fugari            | 4′ |
| Nachthorn         | 4′ |
| Waldfloete        | 2′ |
| Scharff III       |    |

| Pedal C–d1  |     |
| Violonbaß   | 16′ |
| Subbaß      | 16′ |
| Octavenbaß  | 8′  |
| Posaunenbaß | 16′ |

- Koppeln: II/I, I/P
- Nebenregister: Accord Glocken in C, Tremulandt

### "Sonnenkonzert"
In der Kirche findet jedes Jahr an einem Samstag Abend um die Sommersonnenwende ein Orgelkonzert, das sog. "Sonnenkonzert" statt. Der Titel kommt von einem faszinierenden Lichteffekt in der Kirche, der in den Tagen um die Sommersonnenwende zwischen 20:30 und 21:00 h erlebbar ist. Die Abendsonne scheint durch ein Hinterfenster der Kirche und lässt die goldene Sonne über dem Altar erstrahlen.